# Killswitch Engage
Killswitch Engage (w skrócie KsE) – amerykańska grupa muzyczna wykonująca metalcore.

## Muzycy
Obecny skład zespołu

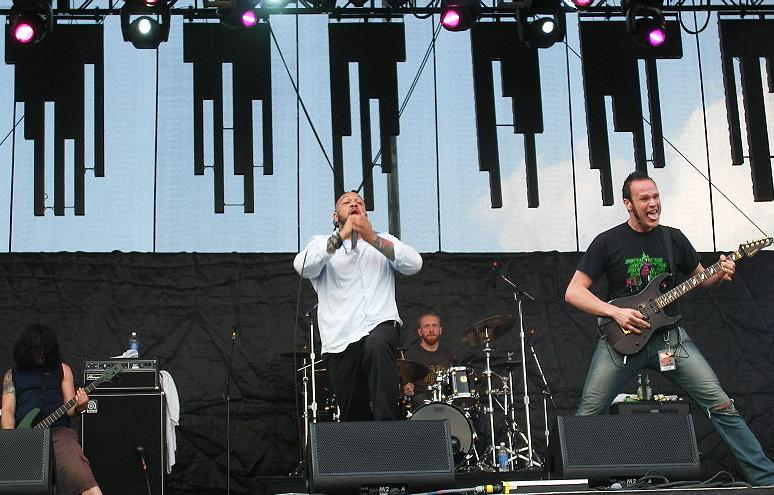
Grupa podczas koncertu w 2007 roku.

- Mike D'Antonio – gitara basowa (od 1999)
- Adam Dutkiewicz – gitara prowadząca, wokal wspierający (od 2002), perkusja (1999–2002)
- Justin Foley – perkusja (od 2003)
- Joel Stroetzel – gitara rytmiczna (od 2002), gitara prowadząca (1999–2002)
- Jesse Leach – wokal prowadzący (1999–2002; sesyjnie, 2010, od 2012)

Byli członkowie zespołu
- Tom Gomes – perkusja (2002–2003)
- Pete Cortese – gitara rytmiczna (2000-2001)
- Patrick Lachman – gitara prowadząca (sesyjnie, 2007)
- Josh Mihlek – gitara prowadząca (sesyjnie, 2007)
- Philip Labonte – wokal prowadzący (sesyjnie, 2010)
- Howard Jones – wokal prowadzący (2002-2012)

## Historia

### Początki (1998-2000)

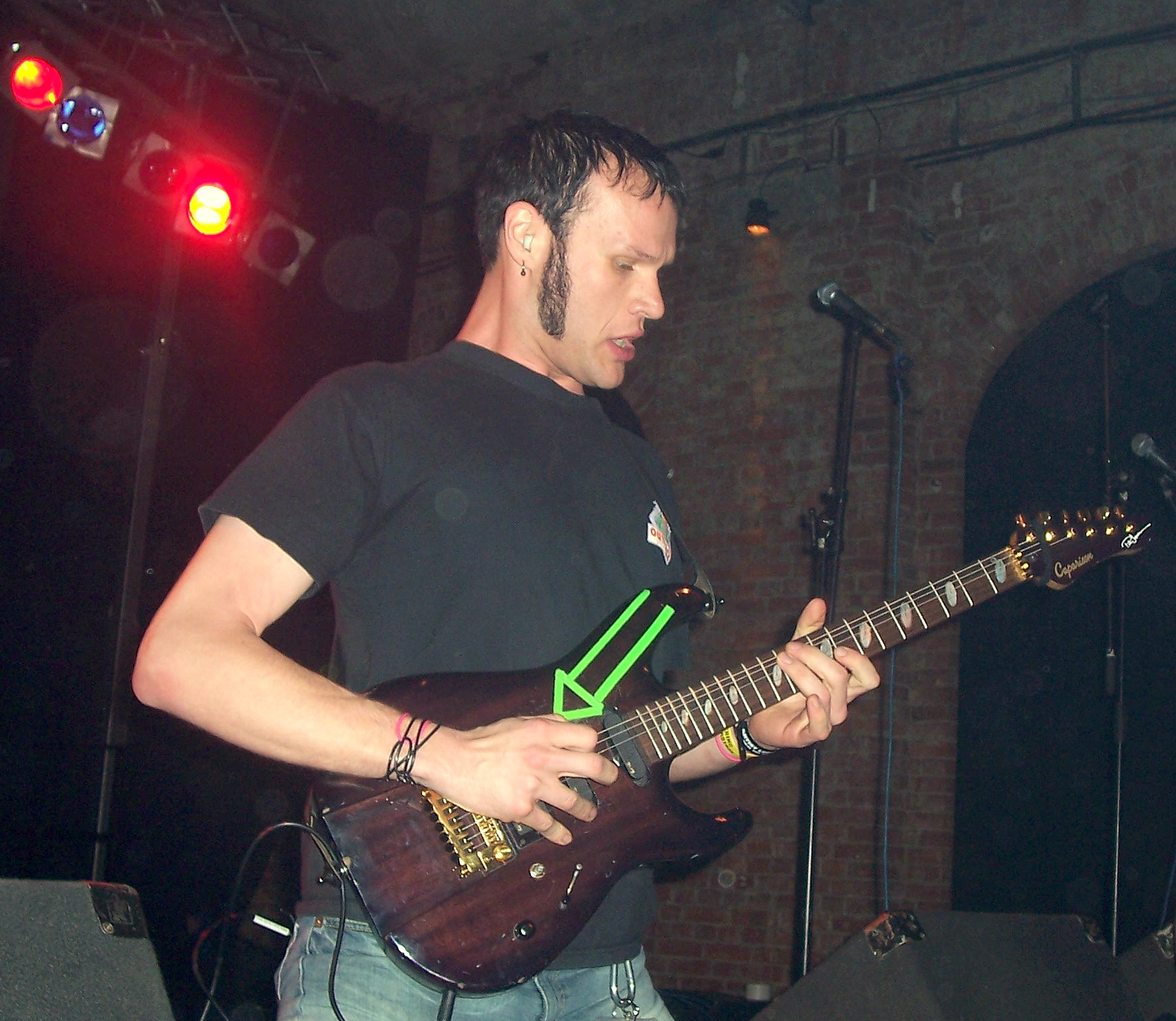
Adam Dutkiewicz (2005)

Grupa Killswitch Engage powstała latem 1999. Utworzyli ją basista Mike D'Antonio (wcześniej członek zespołu Overcast, który uległ rozpadowi w 1998) oraz Adam Dutkiewicz i Joel Stroetzel (obaj z formacji Aftershock). Dwóch członków grupy, Dutkiewicz i Stroetzel, kształciło się w Berklee College of Music w Bostonie.
Nazwa grupy wiąże się z rozpadem Overcast i Aftershock oraz wdrożenia w życie nowego projektu. D’Antonio skomentował to tak: „Zasadniczo jest to zamykanie wszystkiego, co kiedyś się znało i rozpoczynanie od początku. ‘Killswitch’ to jakby wyłączenie wszystkiego. To jest jakby czyjaś ręka utknęła w jakimś urządzeniu w sklepie z maszynami do pracy, wówczas majster naciśnie przycisk, aby wyłączyć maszyny (w wolnym tłumaczeniu ‘killswitch’ – przycisk zabijania). Następnie ‘engage’ to po prostu włączenie ich z powrotem czy coś w tym rodzaju.” Pierwszy człon nazwy grupy został zaczerpnięty od tytułu odcinka 11. piątej serii (1997-1998) serialu telewizyjnego Z Archiwum X pt. „Kill Switch” (polski tytuł „Egzekutor”).
Inspiracjami muzycznymi dla KsE były zespoły At the Gates, Soilwork, In Flames, Entombed. Za oprawy graficzne płyt grupy, okładki, logo, projekty koszulek odpowiada basista Mike D’Antonio.

### Kontrakt z wytwórnią, album debiutancki (2000-2001)

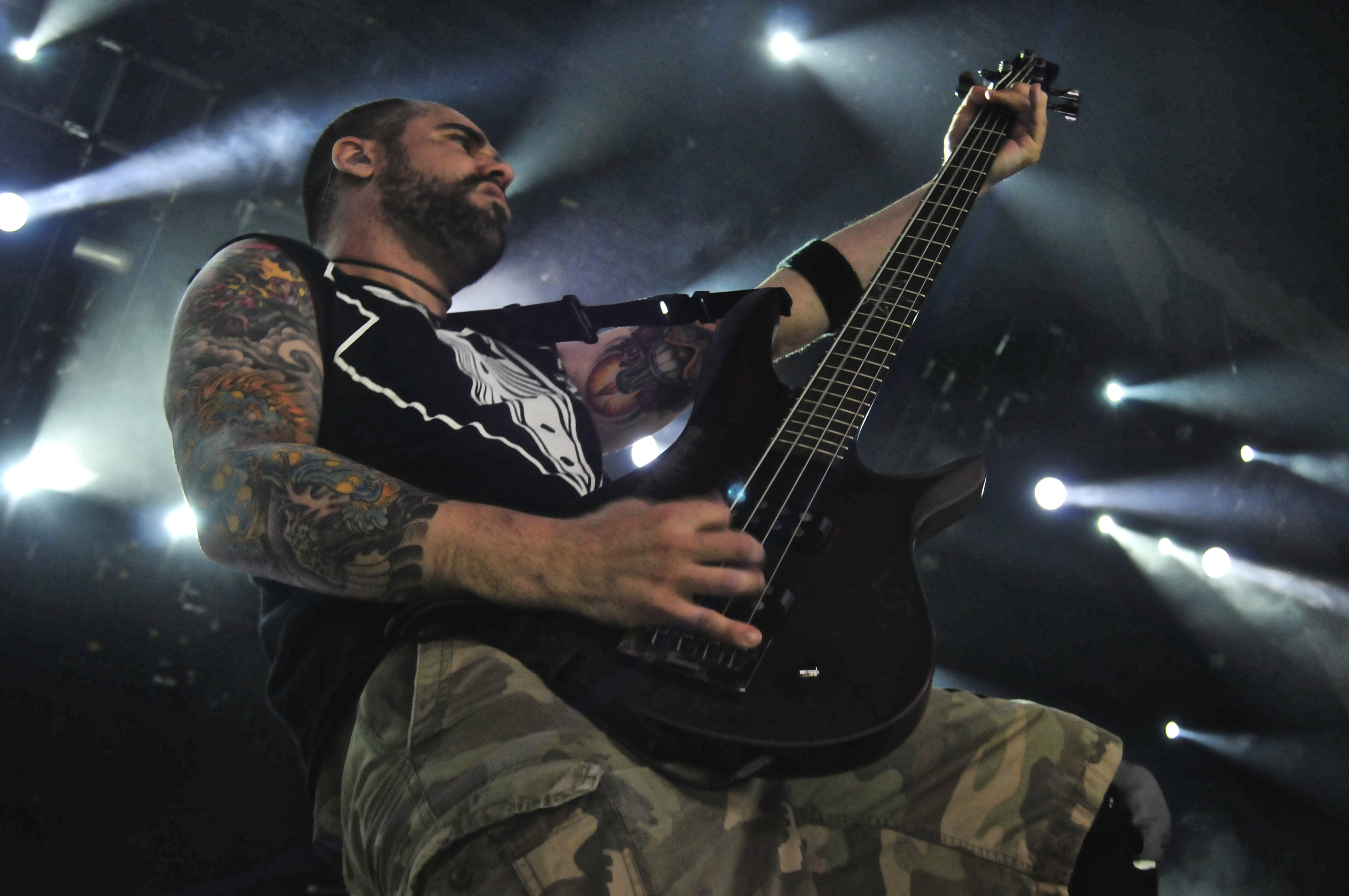
Mike D’Antonio (2009)

Podczas grania koncertów i sprzedawania dem, Mike D wykonywał reklamy dla wytwórni Ferret Music. Tam poznał Carla, któremu opowiedział o jego aktualnym projekcie Killswitch, a następnie podpisał z nim umowę.
Jako pierwszy utwór stworzony przez muzyków grupy został „Soilborn”. Do nagranego już materiału na płytę (demo) wybrany na wokalistę Jesse Leach (uprzednio w grupach Corrin, Nothing Stays Gold) napisał teksty i dograł swoje partie śpiewu. Przy wyborze osoby do tej funkcji był też brany Brian Fair, jednak nie mógł dołączyć ze względu na wiążące go zobowiązania z zespołem Shadows Fall. D’Antonio powiedział, że zespół początkowo będzie jedynie dla zabawy i by robić coś w wolnym czasie. Zespół wydał swój debiutancki album Killswitch Engage, i mimo iż początkowo nie zarobił wiele oraz nie dostał się na żadne toplisty, pozyskał zainteresowanie założyciela Ferret Music, Carla Seversona. Severon, który wtedy pracował dla Roadrunner Records, zapoznał Killswitch Engage z kilkoma przedstawicielami jego firmy. A&R wytwórni, Mike Gitter, skontaktował się z D’Antonio i był na kilku występach grupy. Efektem jego zainteresowania był kontrakt nagraniowy z Roadrunnerem. Odrzucając oferty paru mniejszych wytwórni, zespół zaakceptował umowę z Roadrunnerem, ponieważ uważali, że firma ta dysponuje najlepszymi środkami do promowania i dystrybucji ich nagrań.

### SukcesAlive or Just Breathing(2002)

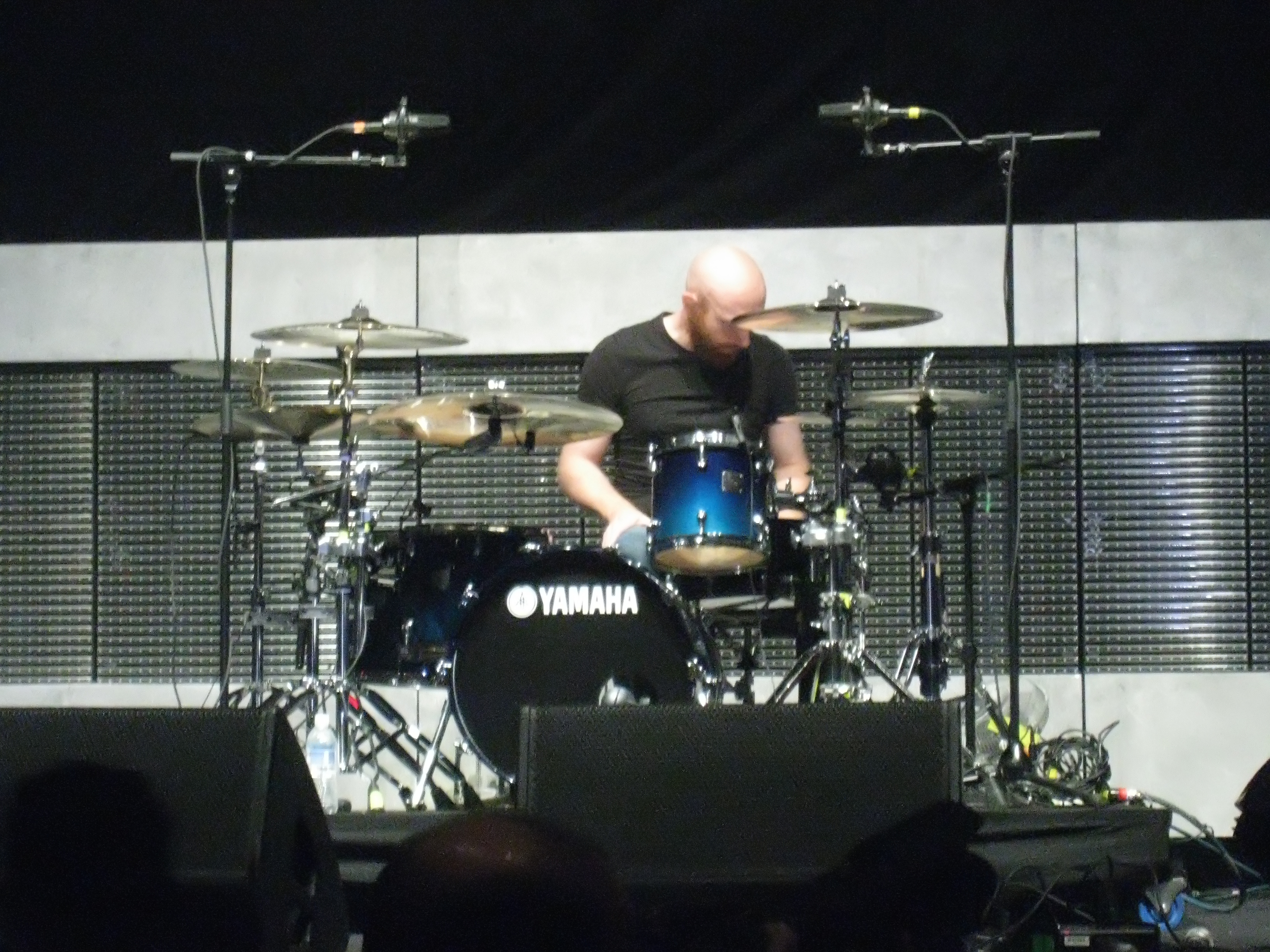
Justin Foley (2009)

Killswitch Engage zapoczątkował pisanie materiału na ich drugi album w listopadzie 2001 roku Z większym budżetem, zespół wkroczył do Zing Studios w Westfield jeszcze w tym samym miesiącu, mógł też poświęcić więcej czasu na dopieszczanie szczegółów. Zmiksowany w styczniu w Backstage Studios przez producenta Andy’iego Sneapa, album został zatytułowany Alive or Just Breathing od tekstu piosenki „Just Barely Breathing”. Teledysk do singla „My Last Serenade” pomógł w nagłośnieniu zespołu, dzięki czemu płyta znalazła się na 37. pozycji listy Top Heatseekers. W teledysku tym wystąpiła ówczesna dziewczyna wokalisty, Jessego Leacha. Po wydaniu albumu, który był domyślnie pisany dla dwóch gitarzystów, zespół zdecydował się rozszerzyć swoje szeregi do pięciu członków, czego efektem było przeniesienie się Dutkiewicza z perkusji na gitarę oraz pozyskanie byłego perkusisty Aftershock, Toma Gomesa. Kevin Boyce z „CMJ New Music Report” opisał nagranie jako „bardziej uzależniające od czystej kokainy zmieszanej z kofeiną i nikotyną zawarte razem w tabliczce czekolady”, a Jason D. Taylor z AllMusic powiedział, że to wydanie to „czysty metalowy album, który pozornie ignoruje wszystkie trendy, natomiast tak naprawdę polega na umiejętności i wiedzy rzeźbiącej najbardziej mięsny ciężki metal od chwalebnych czasów Metallica czy Slayer”.

### Nowy wokalista i perkusista (2002-2004)

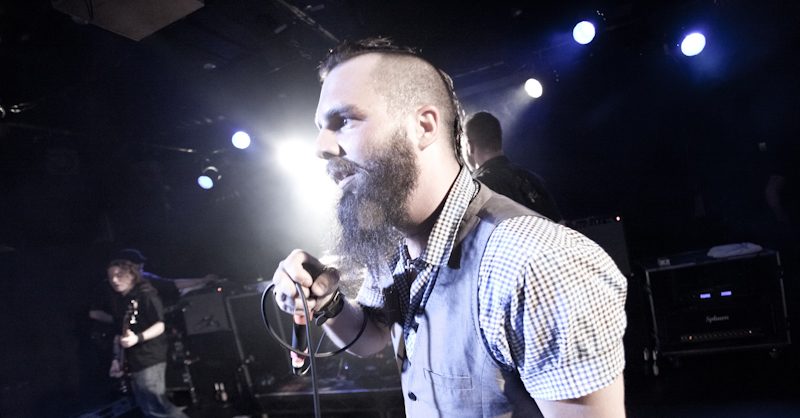
Jesse Leach podczas koncertu Times of Grace (2011)

Leach wziął ślub 20 kwietnia 2002 roku, powracając na trasę niedługo potem. Po pewnym czasie zaczął jednak popadać w depresję, czego efektem była zmiana jego głosu podczas występów – wkładał w niego zbyt dużo emocji, a zbyt mało techniki. W najgorszym wypadku Leach występował, i natychmiast potem kierował się spać do autobusu. Leach opuścił zespół ostatecznie na kilka dni przed zaplanowanym koncertem, informując członków grupy za pośrednictwem wiadomości e-mail. D’Antonio uznał, iż „po trzech latach trzymania się z kumplem, którego uważa się za brata, otrzymanie jedynie e-maila było nieco przykre”. Przyczynami odejścia Leacha były jego stan fizyczny (choroba gardła) i mentalny (sprawy osobiste).
Zespół szybko zaczął szukać nowego wokalisty i w końcu znalazł Howarda Jonesa z Blood Has Been Shed. Jonesowi nie podobało się brzmienie grupy, kiedy pierwszy raz ją usłyszał. Skomentował to tak: „Moje pierwsze wrażenie to było coś w rodzaju 'Phi!'. Pochodzę z hardcore’u i brudniejszego metalu, a Killswitch brzmiał tak czysto. Lecz im więcej go słuchałem, tym bardziej zdawałem sobie sprawę, że jest tam sporo dobrych piosenek”. Po usłyszeniu o wokalnych problemach Leacha, Jones skontaktował się z zespołem i został przyjęty w zastępstwie. Bez odsłuchania pierwszego albumu czy „Alive or Just Breathing”, Jones musiał zapamiętać siedem piosenek na swój debiut – festiwal Hellfest w 2002 roku.
Nowy skład zagrał na trasie „Roadrunner RoadRage” w Europie. wraz zespołami 36 Crazyfists i Five Pointe O. Killswitch Engage zagrał wówczas jedyny jak dotychczas koncert w Polsce 01.11.2002 w Warszawie.
W 2003 roku pojawiła się pierwsza piosenka z udziałem Howarda Jonesa pt. „When Darkness Falls” na ścieżce dźwiękowej horroru „Freddy vs. Jason”. Podczas Ozzfest 2003 perkusista Gomes opuścił grupę, ponieważ chciał spędzać więcej czasu ze swoją żoną, zająć się swoim zespołem Something of a Silhouette oraz ze względu na to, że był zmęczony koncertowaniem. Został on zastąpiony przez Justina Foleya z Blood Has Been Shed i Red Tide, którego pierwszą trasą była Headbangers Ball w 2003, organizowana przez stację telewizyjną MTV2.

### The End of Heartache(2004-2006)

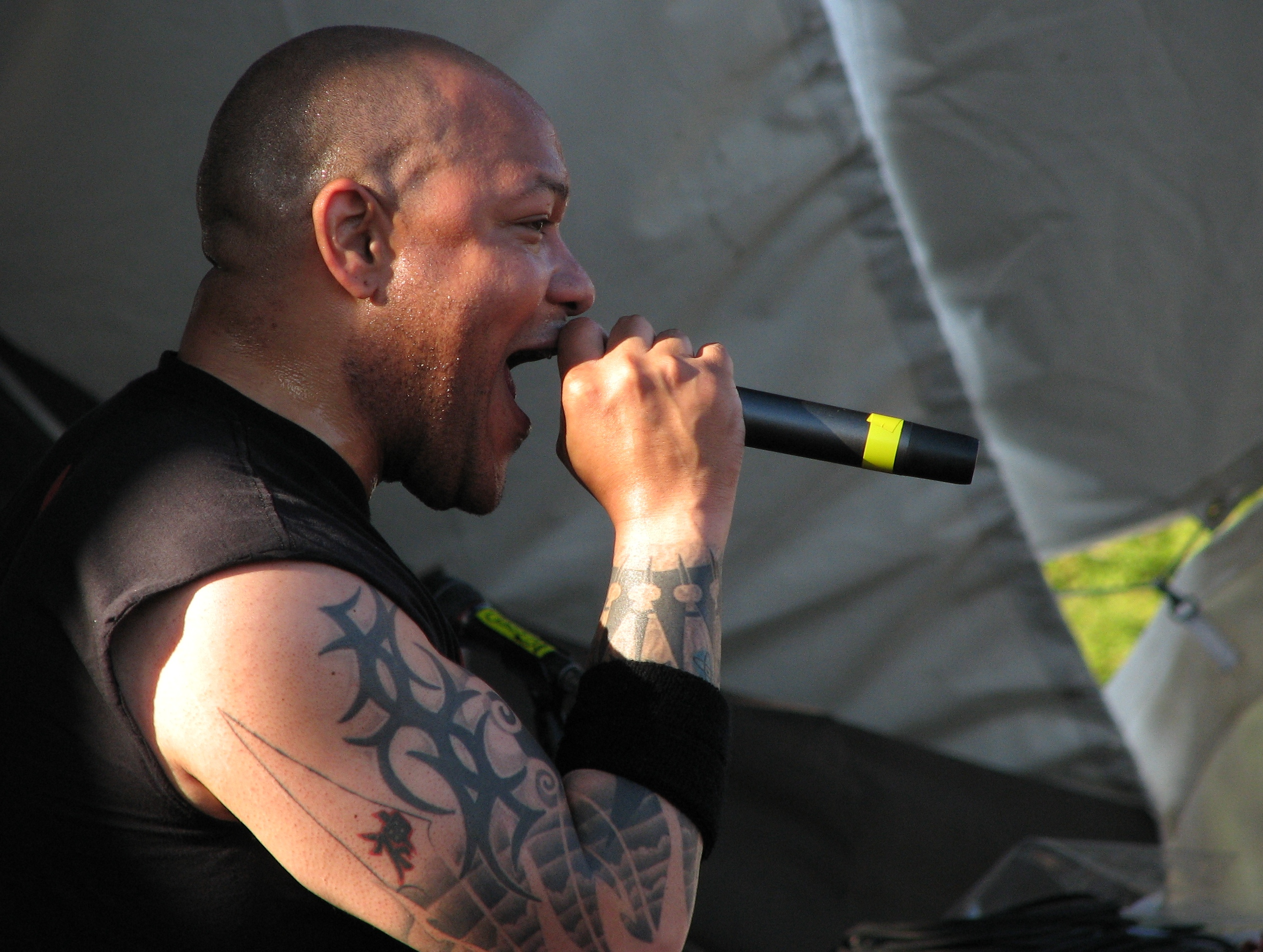
Howard Jones (2007)

The End of Heartache został wydany 11 maja 2004 r. i zajął 21. miejsce w topliście Billboard 200 z 38 000 sprzedażą w okresie pierwszego tygodnia oraz 39. miejsce w topliście australijskiej przy okazji australijskiej trasy z zespołem Anthrax. Album sprzedał się w ponad 500 000 kopiach w USA i został ozłocony 7 grudnia 2007 r. Płyta zebrała w większości pozytywne recenzje, jak np. Jona Caramanica z Rolling Stone, który nagranie nazwał „kapitalnym zbiorem, zachowującym wiele z ich charakterystycznej, muzycznej brutalności”. Ed Rivaria z AllMusic skomentował: „riff na riffie ułożone w stos sięgający nieba w każdym kolejnym utworze, ich nieprzewidziane zmiany rytmiczne mające na celu zbudowanie, a następnie zburzenie wewnętrznego ciśnienia, które tankuje źródło mocy Killswitch Engage.”
Pod koniec 2004 r. zespół wspierał Slayera na jego amerykańskich występach Jagermusic oraz uczestniczył w koncertach z From Autumn to Ashes, Eighteen Visions i 36 Crazyfists. Piosenka „The End of Heartache” stała się głównym singlem promującym film Resident Evil 2: Apokalipsa i w 2005 r. została nominowana do prestiżowej nagrody Grammy w jej 47. rocznicę w kategorii najlepszy występ metalowy. Nagrodę otrzymał Motörhead za „Whiplash”. Również pod koniec 2004 r. „The End of Heartache” został ponownie wydany w edycji specjalnej z drugą płytą zawierającą różne występy na żywo, japońskie ścieżki bonusowe oraz ponownie nagraną wersję „Irreversal”. Latem 2005 r. zespół powrócił na Ozzfest, a 1 listopada 2005 r. „Alive or Just Breathing” został ponownie wydany jako część 25. rocznicy Roadrunner Records. 22 listopada 2005 r. KsE wydało DVD (Set This) World Ablaze zawierające koncert z Palladium w Worcester, godzinny film dokumentalny oraz wszystkie teledyski grupy. 8 kwietnia 2006 r. DVD zostało ozłocone w USA za 50 000 sprzedaż.

### As Daylight Dies(2006-2008)
Killswitch Engage zagrał na festiwalach Reading i Leeds w sierpniu 2006 r., mając już za sobą australijską trasę bez obecności Dutkiewicza, odczuwającego wtedy problemy z plecami, które jak się potem okazało wymagały operacji. 23 maja 2006 r. piosenka „This Fire Burns” została wydana na albumie WWE Wreckless Intent. Utwór ten został przeznaczony jako nowa piosenka tematyczna dla gwiazdy WWE – Randy Ortona; jednakże później została ona pocięta i stała się utworem tematycznym WWE Judgment Day 2006 pay-per-view. „This Fire Burns” był używany jako numer wejściowy dla gwiazdy WWE RAW, CM Punka do 2011.
Nagrany w trzy miesiące, As Daylight Dies został wydany 21 listopada 2006 r. i zajął 32. miejsce na topliście Billboard Top 200 ze sprzedażą 60 000 w pierwszym tygodniu. Dostał się również na australijską toplistę zajmując tam 29. miejsce. Zmiksowany przez Dutkiewicza, album zebrał głównie pozytywne recenzje – Thom Jurek z AllMusic nazwał go „jednym z pięciu kandydatów na najlepszy album metalowy 2006 roku”. Współpracownik Decibel Magazine, Nick Terry, powiedział „Nazwanie As Daylight Dies uzależniającym byłoby niedopowiedzeniem. Przewyższa on bowiem swoich wystarczająco niesamowitych poprzedników, co mówi samo za siebie”. Cosmo Lee ze Stylus Magazine skomentował: „album jest niesamowicie źle uporządkowany”, lecz mimo to pochwalił płytę za „mniej emocjonalnie brutalny, za to o wiele więcej zabawy”. 27 listopada 2007 r. sprzedaż As Daylight Dies w USA osiągnęła ponad 300 000 sztuk.
Pierwszy singiel albumu, My Curse, zdobył 21. miejsce w topliście Hot Mainstream Rock i był dostępny jako piosenka dodatkowa w popularnej grze Guitar Hero III: Legends of Rock oraz piosenka do ściągnięcia dla posiadaczy gry Rock Band. „The Arms of Sorrow” zdobyła 31. miejsce w tej samej topliście. Cover piosenki „Holy Diver” autorstwa Dio, oryginalnie nagrany dla kompilacji Kerrang! pt. High Voltage, zdobył 12. miejsce w topliście Mainstream Rock. Na początku 2007 r. zespół był zmuszony odwołać trzy koncerty ze swojej europejskiej trasy z The Haunted ze względu na problemy z plecami Dutkiewicza. Potrzebował operacji, z tego powodu został zastąpiony przez gitarzystę Soilwork – Petera Wichersa.
Killswitch Engage uczestniczył w trasie No Fear w 2007 r. z Dragonforce, Chimaira oraz He Is Legend. Ze względu na dalsze problemy z plecami Dutkiewicza, został on zastąpiony przez frontmana Damageplan i The Mercy Clinic – Patricka Lechmana, który poprzednio był gitarzystą Diesel Machine i Halford. Dutkiewicz w końcu wyzdrowiał i był w stanie dokończyć trasę No Fear, a zespół rozpoczął prace na teledyskiem do drugiego singla As Daylight Dies – „The Arms of Sorrow”.
Killswitch Engage zagrał na Download Festival w 2007 r. u boku Iron Maiden, Evanescence, Lamb of God, Linkin Park, Slayer oraz Marilyn Manson. Zespół również koncertował w Bamboozle w ramach Warped Tour w 2007 r. 6 sierpnia 2007 r. Dutkiewicz został zmuszony opuścić Warped Tour by móc w pełni odzyskać siły po operacji pleców oraz kontynuować dzienną terapię fizyczną. Tym razem został zastąpiony przez technika Killswitch Engage, Josha Mihleka, który grał do powrotu Adama 14 sierpnia 2007 r. Zespół spędził czas od 28 listopada do 17 grudnia 2007 r. koncertując wraz z Lamb of God przy supporcie DevilDriver i Soilwork.
W czwartek 16 listopada 2008 r. zespół wypuścił ich czwarty oficjalny teledysk z płyty „As Daylight Dies” dla utworu „This Is Absolution”. Klip przedstawia wykonanie piosenki na żywo podczas Wacken Open Air oraz wspólnie spędzany czas wolny podczas trasy.
W 2008 r. zespół zagrał w Dubaju w corocznym Dubai Desert Rock Festival.
Killswitch Engage wziął udział w Soundwave Festival w Australii podczas lutego i marca 2008 r. Inne zespoły, które pojawiły się na imprezie to m.in.: The Offspring, Incubus, As I Lay Dying, Alexisonfire, Haste The Day, Saosin czy Carpathian. Grupa koncertowała do maja 2008 r. kończąc ich kanadyjską trasę dla As Daylight Dies w Vancouver, BC 29 maja 2009 r.

### Killswitch Engage(2009)
Killswitch Engage wkroczył do studia w listopadzie by rozpocząć prace nad ich kolejnym albumem planowanym na wiosnę 2009 r.
Na stronie wytwórni Roadrunner Records 4 kwietnia 2009 roku pojawiła się informacja o oficjalnej dacie premiery nowego albumu Killswitch Engage pt.Killswitch Engage, którą ustalono na 30 czerwca 2009 roku.
9 lutego 2010 zespół, za pośrednictwem swojej oficjalnej strony, wydał oświadczenie informujące o opuszczeniu grupy przez Howarda Jonesa podczas trwającej trasy koncertowej w USA. Jako jedyny powód tego faktu podano „nieprzewidziane okoliczności”. Tymczasowe zastępstwo na wakującym stanowisku podczas tejże trasy przejął wokalista All That Remains Philip Labonte. Jednocześnie pojawiły się informacje medialne, jakoby przyczyną odejścia Jonesa z zespołu był związek z aktorką porno, Allie Foster oraz fakt, iż spodziewa się ona dziecka, którego ojcem miałby być Howard Jones. Tymczasem 18 marca 2010 doszło do wyjątkowego wydarzenia, którym był występ zespołu w oryginalnym składzie: Podczas koncertu w Nowym Jorku wokalistą zespołu był ponownie Jesse Leach, Adam Dutkiewicz przejął obowiązki perkusisty, zaś Joel Stroetzel i Mike D’Antonio pozostali przy swoich instrumentach. Zespół wykonał utwory z dwóch pierwszych płyt.

### Poboczne projekty muzyczne członków grupy (do 2011)
Adam Dutkiewicz stworzył w 2005 roku wraz z muzykami grupy Unearth, gitarzystą Kenem Susim oraz byłym perkusistą Derekiem Kerswillem, supergrupę rockową pod nazwą Burn Your Wishes. Ma ona na koncie wydany split z zespołem The Awards, zaś w 2010 roku przygotowywała album studyjny.
W 2007 miał swoje początki projekt muzyczny pod nazwą Times of Grace, założony przez Adama Dutkiewicza oraz Jessego Leacha, niegdyś występujących wspólnie w KsE. Na ukończonym w 2009 roku niemal w całości materiale swojego głosu użyczyła także siostra Adama, Becka Dutkiewicz, której śpiew słychać było w utworze „My Last Serenade” na płycie Alive or Just Breathing. Premiera debiutanckiego albumu obu muzyków, zatytułowanego The Hymn of a Broken Man, miała miejsce 18 stycznia 2011.
W składzie koncertowym przewidzianej na luty 2011 trasy po Stanach Zjednoczonych obok twórców projektu Jessego Leacha (wokalista) i Adama Dutkiewicza (gitara, śpiew) w składzie grupy został zaanonsowany Joel Stroetzel
W marcu 2011 światło dzienne ujrzał projekt basisty Mike’a D’Antonio pod nazwą Death Ray Vision. Projekt muzyczna tworzą również wokalista grupy Shadows Fall, Brian Fair oraz były gitarzysta grup Overcast i Seemless, Pete Cortese. Muzycy wydali wspólnie minialbum EP pt. Get lost or Get Dead.
W 2011 Justin Foley jako muzyk sesyjny uczestniczył w nagrywaniu albumu Darkness in the Light grupy Unearth, której producentem był Adam Dutkiewicz.
Latem 2011 Dutkiewicz wyjawił informację o nowym projekcie muzycznym, który tworzy razem z perkusistą grupy The Black Dahlia Murder (Shannon Lucas) oraz wokalistą zespołu Cannibal Corpse (George „Corpsegrinder” Fisher). 27 sierpnia 2011 gitarzysta poinformował, że Killswitch Engage zaczyna pracę nad nowym albumem.

### Odejście Howarda Jonesa, powrót Jessego Leacha (od 2012)
4 stycznia 2012 grupa poinformowała o odejściu Howarda Jonesa z Killswitch Engage. Dla członków i otoczenia grupy było to nieuniknione w poprzedzających miesiącach. Sam Jones jako jeden z głównych powodów podał wykrycie u niego cukrzycy typu B. Według późniejszej wersji Dutkiewicza przyczyną było wypalenie Jonesa. Po jego odejściu Jesse Leach zaproponował wspomnieniową trasę z KsE z okazji 10 rocznicy wydania albumu Alive or Just Breathing. Następnie grupa ogłosiła poszukiwanie nowej osoby na stanowisko wokalisty. Członkowie grupy planowali urządzić przesłuchania celem wybrania nowego wokalisty na wakujące miejsce. Do ww. przesłuchań każdy kandydat musiał nauczyć się siedmiu piosenek KsE stworzonych przez Jonesa. Po ich przeprowadzeniu w lutym 2012 został on oficjalnie ogłoszony wokalistą zespołu. Podczas prób z zespołem wokalista dobrze wpasował się w utwory KsE tworzone w przeszłości z Howardem Jonesem. Pierwszy koncert KsE z jego udziałem odbył się 22 kwietnia 2012. W czerwcu opublikowano pierwszy singel pod tytułem „No End In Sight” z nowego albumu, którego premierę przewidziano na koniec 2012. W tym czasie grupa w nowym składzie stworzyła łącznie dwa utwory, zaś Jesse Leach miał do wykonania wokalizy i napisanie tekstów do innych 12-13 piosenek stworzonych przez KsE przed jego dołączeniem (materiał muzyczny powstał wcześniej, jednak wówczas Howard Jones nie zaangażował się w tworzenie z niego utworów). Na przełomie listopada i grudnia 2012 roku zaplanowano trasę koncertową po USA z okazji jubileuszu wydania albumu Alive or Just Breathing, podczas której materiał z płyty zostanie odgrywany w całości.

### Disarm the Descent(2013)
Premiera nowego albumu pt. Disarm the Descent została wyznaczona na 2 kwietnia 2013. Miksowaniem albumu zajął się Andy Sneap, który współpracował z zespołem w tej dziedzinie przy płytach Alive or Just Breathing i The End of Heartache.

### Incarnate(2016)
W grudniu 2015 ujawniono tytuł kolejnego albumu pod nazwą Incarnate, którego datę premiery wyznaczono na 11 marca 2016. Przed tym terminem płytę promowały trzy teledyski.

### Atonement(2019)
16 sierpnia 2019 miała premierę kolejna płyta KsE, zatytułowana Atonement i wydana nakładem Metal Blade Records. Okładkę stworzył Richey Beckett przy współpracy Mike’a D’Antonio, zaś w utworach pojawili się Howard Jones i Chuck Billy (Testament). Płytę promowały single „Unleashed” (czerwiec 2019), „I Am Broken Too” (lipiec 2019) oraz teledyski do utworów „I Am Broken Too”, „The Signal Fire” (z Howardem Jonesem).
1 maja 2020 grupa wydała za pośrednictwem serwisu Bandcamp zbiór sześciu utworów pod nazwą Atonement II B-Sides For Charity, powstałych podczas sesji nagraniowej do albumu Atonement i jednocześnie zadeklarowano, że dochód z nich uzyskany, zostanie przekazany fundacji działającej na rzecz zwalczania trwającej pandemii COVID-19.
Jeszcze w 2016 został zapoczątkowany projekt muzyczny grający hardcore punk pod nazwą The Weapon, w składzie którego zaangażowali się m.in. Jesse Leach oraz jako basista Josh Mihlek (wcześniej udzielający się sesyjnie oraz w roli menedżera produkcji dla Killswitch Engage). W maju 2020 tenże zespół ogłosił album pt. A Repugnant Turn Of Events, opublikowany za pośrednictwem serwisu Bandcamp.
16 lipca 2021 premierę miał drugi album grupy duetu Dutkiewicza i Leacha (Times of Grace) zatytułowany Songs of Loss and Separation. 
Latem 2023 wraz z pojawieniem się informacji o przygotowaniach do nagrań nowej płyty KsE doniesiono też o planach wydania albumu przez Dutkiewicza z byłym wokalistą zespołu Howardem Jonesem.

### This Consequence(2025)
W listopadzie 2024 zapowiedziano wydanie kolejnego albumu pt. This Consequence 21 lutego 2025 nakładem Metal Blade Records.

## Styl
Członkowie grupy w najnowszych czasach istnienia pracują nad powstawaniem muzyki systemem, w którym każdy tworzy swoje własne zręby kompozycji, po czym wszyscy spotykając się razem wybierają z całości elementy przeznaczone do piosenek zespołu.
Stałym elementem występów scenicznych grupy jest niekonwencjonalne zachowanie gitarzysty Adama Dutkiewicza, przejawiające się w żartobliwych wypowiedziach, zabawnych gestach i ubiorze.

## Dyskografia

### Albumy studyjne
| Rok                            | Album                                                                  | Pozycja na liście | Pozycja na liście | Pozycja na liście | Pozycja na liście | Pozycja na liście | Pozycja na liście | Pozycja na liście | Pozycja na liście | Certyfikat           |
| Rok                            | Album                                                                  | US                | AUS               | AUT               | CAN               | FRA               | GER               | IRL               | UK                | Certyfikat           |
| ------------------------------ | ---------------------------------------------------------------------- | ----------------- | ----------------- | ----------------- | ----------------- | ----------------- | ----------------- | ----------------- | ----------------- | -------------------- |
| 2000                           | Killswitch Engage - Data: 4 lipca 2000 - Wydawca: Ferret               | –                 | –                 | –                 | –                 | –                 | –                 | –                 | –                 |                      |
| 2002                           | Alive or Just Breathing - Data: 21 maja 2002 - Wydawca: Roadrunner     | –                 | –                 | –                 | –                 | –                 | –                 | –                 | 122               |                      |
| 2004                           | The End of Heartache - Data: 11 maja 2004 - Wydawca: Roadrunner        | 21                | 39                | –                 | –                 | 177               | 42                | 64                | 40                | US: złoto UK: srebro |
| 2006                           | As Daylight Dies - Data: 21 listopada 2006 - Wydawca: Roadrunner       | 32                | 29                | 68                | 40                | –                 | 62                | –                 | 64                | US: złoto            |
| 2009                           | Killswitch Engage - Data: 30 czerwca 2009 - Wydawca: Roadrunner        | 7                 | 12                | 3                 | 11                | –                 | 27                | 80                | 29                |                      |
| 2013                           | Disarm the Descent - Data: 2 kwietnia 2013 - Wydawca: Roadrunner       | 7                 | 6                 | 15                | 6                 | 133               | 12                | 96                | 15                |                      |
| 2016                           | Incarnate - Data: 11 marca 2016 - Wydawca: Roadrunner                  | 6                 | 5                 | 10                | 4                 | –                 | 10                | 50                | 10                |                      |
| 2019                           | Atonement - Data: 16 sierpnia 2019 - Wydawca: Metal Blade Records      |                   |                   |                   |                   |                   |                   |                   |                   |                      |
| 2025                           | This Consequence - Data: 21 lutego 2025 - Wydawca: Metal Blade Records |                   |                   |                   |                   |                   |                   |                   |                   |                      |
| „–” pozycja nie była notowana. |                                                                        |                   |                   |                   |                   |                   |                   |                   |                   |                      |

### Single
| Rok                            | Tytuł                    | US Main. | Album                   |
| ------------------------------ | ------------------------ | -------- | ----------------------- |
| 2002                           | „Self Revolution”        | –        | Alive or Just Breathing |
| 2002                           | „My Last Serenade”       | –        | Alive or Just Breathing |
| 2004                           | „Rose of Sharyn”         | –        | The End of Heartache    |
| 2004                           | „The End of Heartache”   | 31       | The End of Heartache    |
| 2006                           | „My Curse”               | 21       | As Daylight Dies        |
| 2007                           | „The Arms of Sorrow”     | 30       | As Daylight Dies        |
| 2007                           | „Holy Diver” (cover Dio) | 12       | As Daylight Dies        |
| 2009                           | „Reckoning”              | –        | Killswitch Engage       |
| 2009                           | „Starting Over”          | 30       | Killswitch Engage       |
| 2009                           | „Take Me Away”           | –        | Killswitch Engage       |
| 2013                           | „In Due Time”            | –        | Disarm the Descent      |
| 2013                           | „Always”                 | –        | Disarm the Descent      |
| 2013                           | „Beyond the Flames”      | –        | Disarm the Descent      |
| 2015                           | „Strength of the Mind”   | –        | Incarnate               |
| 2016                           | „Hate by Design”         | 22       | Incarnate               |
| 2016                           | „Cut Me Loose”           | –        | Incarnate               |
| 2019                           | „Unleashed”              |          | Atonement               |
| 2019                           | „I Am Broken Too”        |          | Atonement               |
| „–” pozycja nie była notowana. |                          |          |                         |

## Wideografia
| Rok  | Tytuł                                                                                              | Uwagi                                 | Certyfikat            |
| ---- | -------------------------------------------------------------------------------------------------- | ------------------------------------- | --------------------- |
| 2005 | (Set This) World Ablaze - Data: 22 listopada 2005 - Wydawca: Roadrunner (DVD 0939-9) - Format: DVD | - #21 Billboard Top Music Video chart | USA: złoto CAN: złoto |

## Teledyski
| Rok  | Tytuł                      | Reżyseria                    | Album                   | Źródła        |
| ---- | -------------------------- | ---------------------------- | ----------------------- | ------------- |
| 2002 | „Life To Lifeless”         | Doug Spangenberg             | Alive or Just Breathing | [ 70 ] [ 71 ] |
| 2002 | „My Last Serenade”         | P.R. Brown                   | Alive or Just Breathing | [ 72 ] [ 73 ] |
| 2003 | „Fixation On The Darkness” | Pierre Lamoureux             | Alive or Just Breathing | [ 74 ]        |
| 2004 | „Rose Of Sharyn”           | Lex Halaby                   | The End of Heartache    | [ 75 ]        |
| 2004 | „The End Of Heartache”     | Tony Petrossian              | The End of Heartache    | [ 76 ]        |
| 2005 | „A Bid Farewell”           | Lex Halaby                   | The End of Heartache    | [ 77 ]        |
| 2006 | „My Curse”                 | Lex Halaby                   | As Daylight Dies        | [ 78 ] [ 79 ] |
| 2007 | „The Arms Of Sorrow”       | Aggressive                   | As Daylight Dies        | [ 80 ]        |
| 2007 | „Holy Diver” (cover Dio)   | Brian Thompson               | As Daylight Dies        | [ 81 ]        |
| 2008 | „This Is Absolution”       | Denise Korycki               | As Daylight Dies        | [ 82 ]        |
| 2009 | „Starting Over”            | Lex Halaby                   | Killswitch Engage       | [ 83 ]        |
| 2010 | „Save Me”                  | Jim Starace                  | Killswitch Engage       | [ 84 ] [ 85 ] |
| 2013 | „In Due Time”              | Ian McFarland, Mike Pecci    | Disarm the Descent      | [ 86 ] [ 87 ] |
| 2013 | „Always”                   | Ian McFarland, Mike Pecci    | Disarm the Descent      | [ 88 ] [ 89 ] |
| 2015 | „Strength Of The Mind”     | Ian McFarland, Mike Pecci    | Incarnate               | [ 90 ] [ 91 ] |
| 2016 | „Cut Me Loose”             | Jeremy Danger, Travis Shinn  | Incarnate               | [ 92 ] [ 93 ] |
| 2016 | „Hate By Design”           | Ian McFarland, Mike Pecci    | Incarnate               | [ 94 ] [ 95 ] |
| 2019 | „I Am Broken Too”          | Kyle Cogan, Zack Stauffer    | Atonement               | [ 96 ]        |
| 2019 | „The Signal Fire”          | Ian McFarland                | Atonement               | [ 97 ]        |
| 2021 | „Us Against The World”     | David Brodsky, Allison Woest | Atonement               | [ 98 ]        |
| 2024 | „Forever Aligned”          | Jeremy Danger (realiz.)      | This Consequence        | [ 99 ]        |
| 2025 | „I Believe”                | Tom Flynn, Mike Watts        | This Consequence        | [ 100 ]       |
| 2025 | „Collusion”                | Tom Flynn, Mike Watts        | This Consequence        | .             |

## Nagrody i wyróżnienia
| Rok  | Kategoria               | Tytułem           | Nagroda                         | Nota      | Źródło  |
| ---- | ----------------------- | ----------------- | ------------------------------- | --------- | ------- |
| 2007 | Best International Band | Killswitch Engage | Metal Hammer Golden Gods Awards | Laur      | [ 102 ] |
| 2014 | Best Live Band          | Killswitch Engage | Metal Hammer Golden Gods Awards | Laur      | [ 103 ] |
| 2020 | Best Metal Performance  | „Unleashed”       | Grammy Awards                   | Nominacja | [ 104 ] |